# 南靖神社
23°24′59″N 120°23′06″E / 23.416338°N 120.384899°E南靖神社為台灣日治時期位於臺南州水上庄的神社，由東洋製糖設立於1924年。原址位於臺灣嘉義縣水上鄉南靖國小運動場北側。

## 介紹
南靖糖廠係由東洋製糖株式會社於1907年設立，亦為東洋製糖的本廠，然而東洋製糖於1927年被併入明治製糖。南靖神社係由東洋製糖株式會社設立，供南靖糖廠職員及家屬參拜，於1924年11月3日鎮座落成，社格為無格社，神社的維護管理費用亦由糖廠負責。南靖神社地處南靖糖廠北側由職員眷舍及南靖尋常高等小學校組成的社區，位在學校北側，而南靖尋常高等小學校亦每年由校長舉行學年祭向南靖神社參拜。

## 社掌
- 1926年-1927年：藤井義道
- 1930年-1941年：真杉千里（於1938年任曾文神社社掌，兼任南靖神社社長）
- 1942年-1945年：宮崎久齊（亦寫做宮崎久齋）[4]